# Aldwych Theatre
Das Aldwych Theatre ist ein West End Theater und liegt in Aldwych in der City of Westminster. Die Spielstätte wurde schon vor über 100 Jahren im Jahr 1905 eröffnet und am 20. Juli 1971 unter Denkmalschutz gestellt.

## Geschichte
Das Aldwych Theatre wurde an der untersten Ecke des Drury Lane gebaut. Es ist Teil eines großen Gebäude-Komplex, bestehend aus dem „Aldwych Theatre“ selbst, dem „Waldorf Hotel“ in der Mitte und am Ende dem „Waldorf Theatre“, jetzt „Novello Theatre“. Beide Theater wurden von W.G.R.Sprague entworfen.

## Eckdaten
Das Aldwych Theatre hat Platz für 1.236 Zuschauer davon 590 im Parkett, 341 auf dem 1. Rang und 305 auf dem 2. Rang.

## Bemerkenswerte Produktionen
Das Theater wurde am 23. Dezember 1905 mit einer Produktion von Blue Bell, einer neuen Version von Hicks Bluebell in Fairyland, eröffnet.
The Beauty of Bath (1906),  The Gay Gordons (1907), It Pays to Advertise (1923), A Cuckoo in the Nest (1925), Rookery Nook (1926), Thark (1927), Plunder (1928), A Cup of Kindness (1929), A Night Like This (1930)
Ab Mitte der 1930er Jahre bis Anfang der 1960er Jahre unter der Leitung von Prinz Littler war das Theater im Besitz von der Familie Abrahams. Bekannte Produktionen waren Lillian Hellman’s Watch on the Rhine, Gertrude Lawrence in Daphne du Maurier’s September Tide, Vivien Leigh in Tennessee Williams’s A Streetcar Named Desire, Christopher Fry’s The Dark Is Light Enough, Peter Sellers in Brouhaha und Watch It Sailor.
The Collection (1962) von Harold Pinter, The Homecoming (1965) von Pinter, Old Times (1971) von Pinter, The Balcony (1971) von Jean Genet, Travesties (1974) von Tom Stoppard, An Inspector Calls (1993–1995), Indian Ink (1995–1996) von Stoppard
Seit 1998 wird eine Mischung aus Theaterstücken, Komödien und eingekauften Musiktheaterproduktionen gespielt. Andrew Lloyd Webbers Musical Whistle Down the Wind spielte bis 2001 und Fame wurde von 2002 bis 2006 gespielt. Von 2006 bis 2011 war das Theater die Heimat der britischen Musical-Version von Dirty Dancing.
Stephen Ward (2013–2014), Andrew Lloyd Webbers Musical über die Profumo-Affäre